# Эмис, Мартин
Сэр Ма́ртин Лу́ис Э́мис (англ. Martin Louis Amis; 25 августа 1949, Оксфорд — 19 мая 2023) — английский прозаик и критик.

## Биография
Родился в семье писателя Кингсли Эмиса, был средним из троих детей; старшего брата звали Филлип, а младшую сестру — Салли. Родители его, Хилли и Кингсли, развелись, когда ему было двенадцать. После развода родителей дети вместе с матерью жили в Испании на Майорке. Отец его затем был женат на известной английской писательнице Элизабет Джейн Говард. По словам знакомых семьи Эмис, именно она вдохновила своего пасынка Мартина всерьёз заняться литературой.
Эмис окончил Эксетер колледж в Оксфорде. После Оксфорда получил работу в Times Literary Supplement. В возрасте 27 лет стал литературным редактором New Statesman. Эмис регулярно и успешно сотрудничал с престижными литературными журналами Sunday Telegraph, Independent, London Review of Books, New York Times Book Review, Atlantic, Esquire и New Yorker.
Скончался 19 мая 2023 года в возрасте 73 лет.

## Публицистика
- 2002 — Коба Грозный (англ. Koba the Dread: Laughter and the Twenty Million)

## Награды
- 1974 — Премия Сомерсета Моэма за «Бумаги Рейчел»